# Slag bij Adrianopel (378)
De Slag bij Adrianopel werd op 9 augustus 378 in de buurt van Adrianopel, het huidige Edirne, gestreden tussen een Romeins leger onder leiding van keizer Valens en Gotische rebellen onder leiding van Fritigern. De veldslag eindigde met een overweldigende overwinning voor de Goten. De Romeinse nederlaag was van een dermate grote omvang, dat er al gauw vergelijkingen werden getrokken met de Slag bij Cannae bijna zeshonderd jaar eerder.
De slag maakte deel uit van de Gotische Oorlog (376-382) en wordt vaak beschouwd als de eerste dominosteen op weg naar de ineenstorting van het West-Romeinse Rijk in de volgende honderd jaar. De Slag bij Adrianopel werd uitgevochten tussen de Goten en het Oost-Romeinse Rijk, maar uiteindelijk slaagde het Oost-Romeinse Rijk erin de Gotische invasies af te slaan, de Gotische macht binnen het Romeinse leger te incorporeren als foederati en naar het West-Romeinse Rijk af te leiden. Sindsdien vormden zij een macht waar rekening mee moest worden gehouden.

## Aanleiding
De slag had een duidelijke aanleiding. Enkele jaren eerder, in 376, hadden de Goten Rome verzocht om op het grondgebied van het keizerrijk te mogen verblijven omdat zij niet onder het juk van de Hunnen wilden komen, die vanuit Centraal-Azië naar het westen optrokken. Dat verzoek werd door Keizer Valens ingewilligd, maar de Visigoten werden vervolgens door zware belastingen onderdrukt en als tweederangsburgers zwaar gediscrimineerd. De Romeinen hoopten ook dat deze volkeren de legers van vers bloed zouden voorzien. De frustraties over de Romeinse hebzucht en de drang tot uitbuiting leidden in 378 tot de Slag bij Adrianopel.

## De veldslag

### Sterkte van de legers
De sterkte van beide legers is niet precies bekend. Moderne schattingen voor het Romeinse leger variëren van respectievelijk 24.000 en 26.000 en tot 30.000 of zelfs 40.000 man. Meestal wordt aangenomen dat Valens leger uit ongeveer 30.000 mannen bestond (hoewel Peter J. Heather uitgaat van een lagere sterkte). Het waren voornamelijk comitatenses met ervaring in de strijd, de ruggengraat van het Oost-Romeinse leger. Het leger van de Goten bestond grotendeels Tervingi, maar ook uit Greuthingi, niet-Gotische Alanen, enige Hunse troepen en diverse lokale rebellen. De Goten hadden zeker meer dan 10.000 krijgers, volgens recente schattingen misschien rond de 25.000 man.  

### Verloop van de gevechten
Voorafgaand aan de Gotische opstand hield de Romeinse keizer Valens zich bezig met de voorbereidingen voor een campagne tegen de Perzen. Met een groot deel van zijn troepen bevond hij zich in het oosten toen de Gotische crisis ontstond. Er dreigde een oorlog op twee fronten te ontstaan en deze gevaarlijke situatie bracht hem ertoe in verwarring en haastig met een leger naar Thracië terug te keren.  Begin augustus stuitte hij op de Goten in Thracië, ongeveer 13 kilometer ten noorden van Adrianopel (in het Europese deel van Turkije, vlak bij de huidige grens met Griekenland en Bulgarije). 

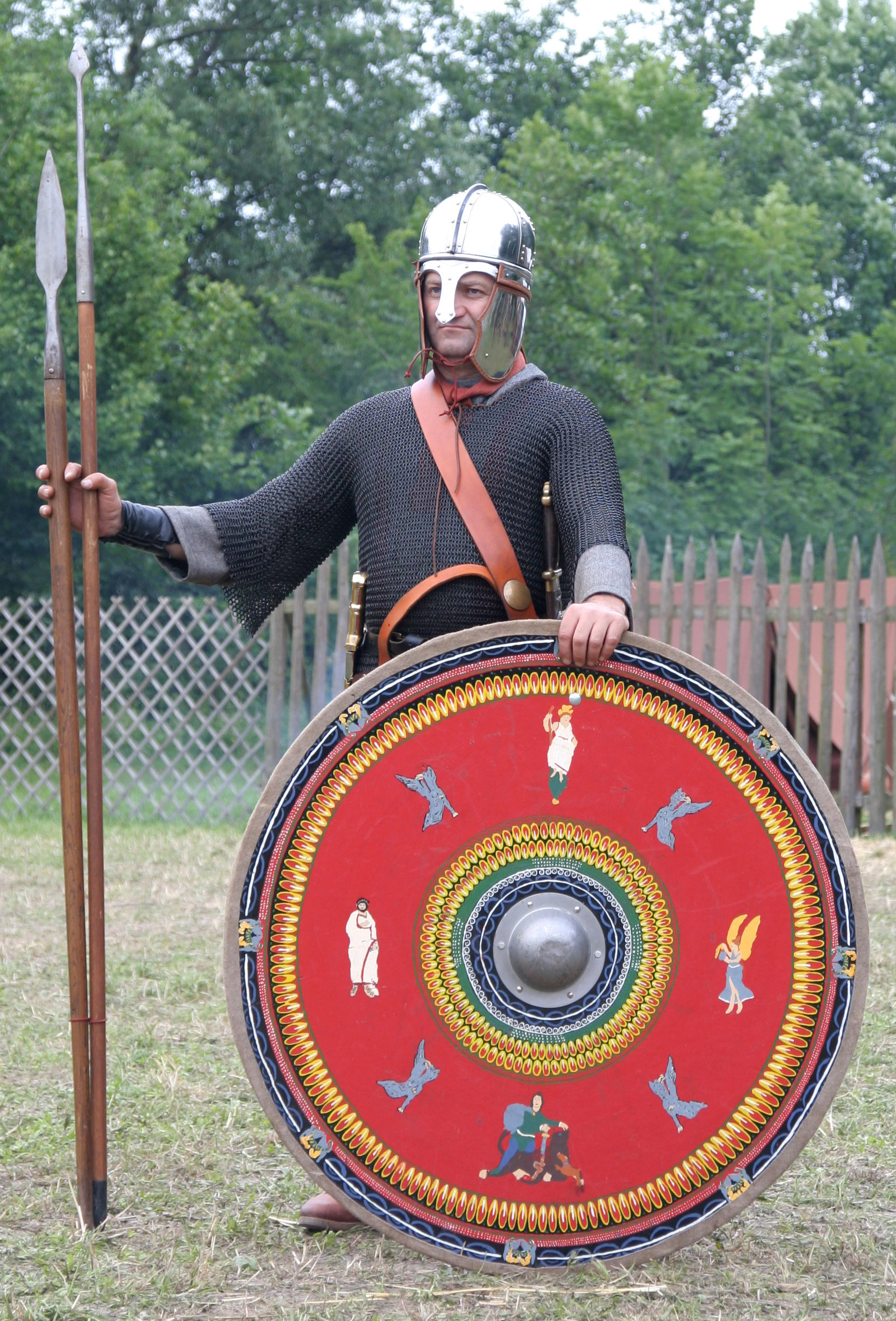
Romeins soldaat uit de 4de eeuw (re-enactment)

Adviezen van zijn raadgevers om te wachten op versterkingen sloeg hij in de wind. Valens waande zich van tevoren al overwinnaar. Zijn verkenners maakten slechts melding van 10.000 Goten. De Goten waren bij deze veldslag weliswaar in de meerderheid, alhoewel deze meerderheid waarschijnlijk later door Romeinse geschiedschrijvers is overdreven. Valens raakte helemaal overtuigd van de nakende overwinning daar de Gotische leider Fritigern onderhandelaars stuurde om vrede te sluiten. Bovendien werd Valens aangemoedigd door de successen van keizer Gratianus op de barbaren in het westen.
Tijdens het initiële gevecht was de Gotische (zware) cavalerie geheel afwezig, aangezien deze de ochtend tevoren het kamp had verlaten. De achtergebleven Gotische infanterie had zich verschanst in een zogenaamde laager, een cirkel van wagens. De Goten wilden weer onderhandelen en staken de velden rondom in brand om zo tijd te kunnen winnen. De eerste Romeinse aanval was ongecoördineerd en liep stuk op de versperring. De Romeinen hergroepeerden zich en deden een tweede (vergeefse) poging de stellingen van de Goten te bezetten. 
Toen de Romeinen er ook nu niet in slaagden deze infanterie te verslaan, keerde de strijd zich tegen de Romeinen door de komst van de teruggeroepen Gotische cavalerie (ongeveer 10.000, wat een zware morele slag aan de Romeinen bleek te zijn.

### Locatie van het gevecht
De slag zelf vond plaats in de heuvelachtige omgeving van de stad. Het Romeinse leger raakte daar snel ingesloten door de numeriek sterkere tegenstander waarbij de cavalerie spoedig werd weggevaagd en de vluchtende infanteristen van alle kanten belaagd werden. Uiteindelijk eindigde de strijd in een verpletterende nederlaag voor de Romeinen. De overwinning was totaal omdat keizer Valens zelf bij de gesneuvelden hoorde. Slechts een derde van de Romeinen zou het overleven.

## Nasleep en gevolgen
De nederlaag was een verpletterende klap voor het rijk, resulterend in de vernietiging van de kern van het Oost-Romeinse leger door de dood van vele waardevolle militairen. Het gebrek aan reserves voor het leger verergerde de rekruteringscrisis waarmee het rijk al decennia worstelde. Ondanks de verliezen markeerde de slag bij Adrianopel niet het einde van het Romeinse Rijk omdat de keizerlijke militaire macht slechts tijdelijk werd verlamd.
Fritigern, de koning van de Goten, verwierf door zijn overwinning een enorme machtspositie, maar was tevreden met het herbevestigen van de afspraak met de Romeinen over hun vestigingsrechten in het Romeinse Rijk. Het belastingregime werd afgeschaft, maar de Visigoten bleven ondergeschikt aan Rome.

## Voetnoten
1. ↑  Heather, Peter (1999), The Goths, pag. 135
2. ↑  Williams, S. Friell, G., Theodosius: The Empire at Bay, pag. 18
3. ↑  Ammianus Marcellinus, Historiae, boek 31, hoofdstukken 12-14.
4. ↑  Zosimus, Historia Nova, boek 4.
5. ↑  Williams and Friell, pag. 177
6. ↑  Schreiber (1979), pag. 102
7. ↑  Julian Scutts, Barbarians at the Gates of Rome
8. ↑  Barbero, Alessandro (2006). 9 augustus 378. de dag van de barbaren.. Roularta books. ISBN 9789086790753. Geraadpleegd op 1 juli 2018.

Abrittus · Naissus · Moeresloel · Adrianopel · Frigidus · Pollentia · Verona · Florence · Arles (430) · Ravenna · Catalaunische Velden · Orléans · Urbicus · Kaap Bon · Bolia · Isonzo · Ulca · Verona  · Adda · Vouillé · Taginae · Arles (458)
Oorlogen van de Romeinse Republiek
· Romeins-Etruskische Oorlogen
· Romeins-Aequische Oorlogen
· Latijnse Oorlog
· Romeins-Hernicische Oorlogen
· Romeins-Volscische Oorlogen
· Samnitische oorlogen (Eerste, Tweede, Derde)
· Pyrrhische Oorlog
· Punische oorlogen (Eerste, Tweede, Derde)
· Illyrische Oorlogen (Eerste, Tweede, Derde)
· Macedonische Oorlogen (Eerste, Tweede, Derde, Vierde)
· Romeins-Seleucidische Oorlog
· Aetolische Oorlog
· Galatische Oorlog
· Romeinse Verovering van Hispania (Eerste Celtiberische Oorlog, Lusitanische Oorlog, Numantische Oorlog, Sertorische Oorlog, Cantabrische Oorlogen)
· Achaeïsche Oorlog
· Oorlog tegen Jugurtha
· Cimbrische Oorlog
· Servilische Oorlogen (Eerste, Tweede, Derde)
· Bondgenotenoorlog
· Sulla's Burgeroorlogen (Eerste, Tweede)
· Mithridatische oorlogen (Eerste, Tweede, Derde)
· Gallische Oorlog
· Romeinse expedities naar Britannia
· Burgeroorlog tussen Pompeius en Caesar
· Einde van de Republiek (Slag bij Mutina, Burgeroorlog tegen Brutus en Cassius, Siciliaanse Opstand, Perusiaanse Oorlog, Burgeroorlog tussen Antonius en Octavianus)
Oorlogen van het Romeinse Keizerrijk
· Germaanse Oorlogen (Teutoburgerwoud, Marcomannenoorlog, Alemannische Oorlogen, Gotische Oorlog, Visigotische Oorlogen)
· Romeinse verovering van Britannia
· Boudicca
· Armenische Oorlog
· Vierkeizerjaar
· Joodse Oorlog
· Romeins-Parthische Oorlog
· Romeins-Perzische oorlogen
· Burgeroorlogen van de derde eeuw
. Gotische oorlog (376-382)
. Gotische opstand van Alarik I
. Gildonische opstand
. Gotische oorlog (402-403)
. Pictische oorlog van Stilicho
. Oorlog van Heraclianus
. Oorlog van Radegaisus
. Rijnoversteek
. Romeinse Burgeroorlog 427-429
· Val van het West-Romeinse Rijk